# 奧里奇區

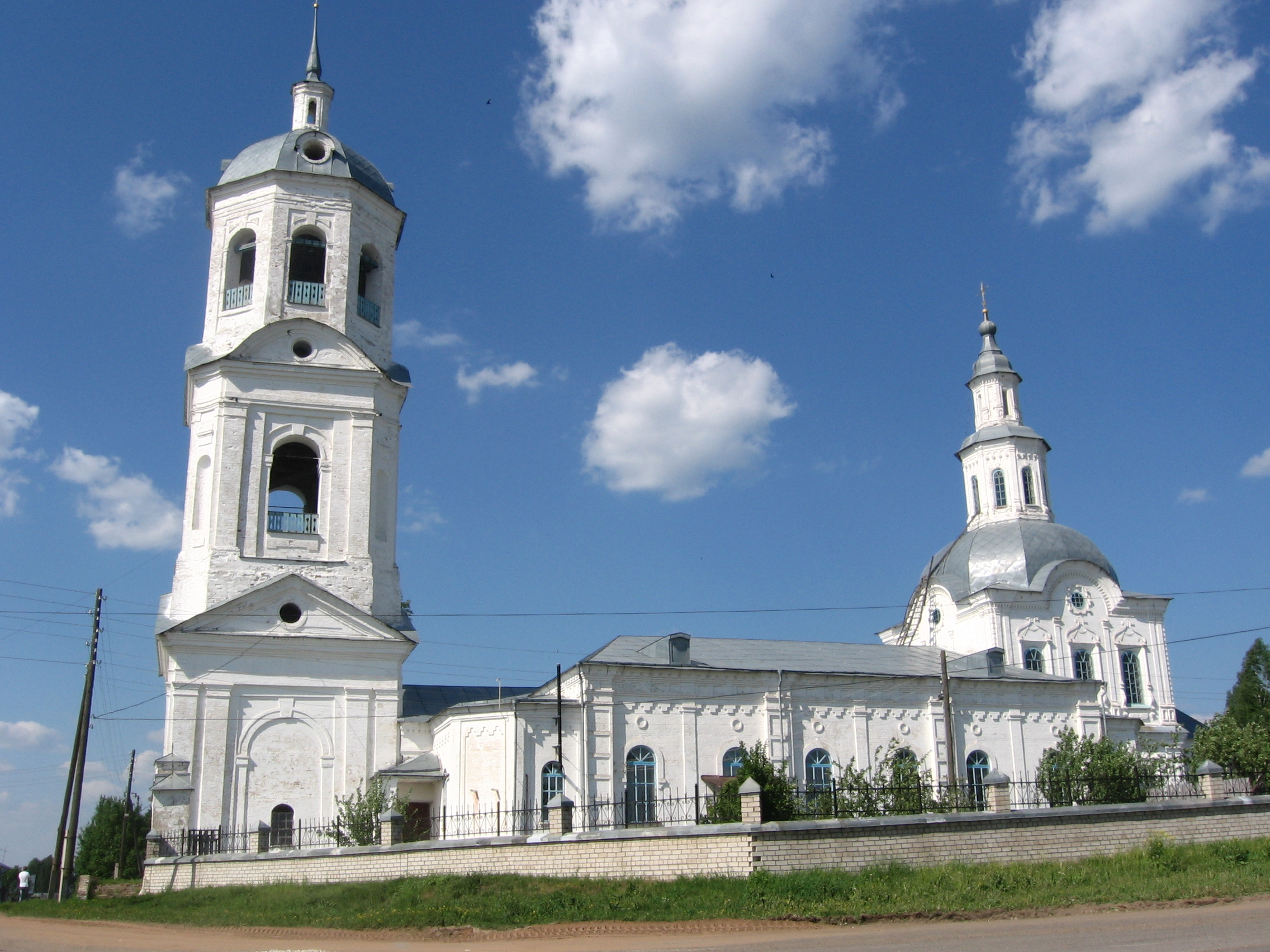

58°24′14″N 49°03′38″E / 58.40389°N 49.06056°E
奧里奇區（俄语：Оричевский район），是俄羅斯的一個區，位於該國西部，由基洛夫州負責管轄，面積2,352平方公里，2010年該區人口30,781，人口密度每平方公里13.09人。